# Дмитрієв Олександр Петрович
Олександр Петрович Дмитрієв (нар. 27 вересня 1947) — радянський та український біолог, завідувач Лабораторії імунітету рослин Інституту клітинної біології та генетичної інженерії НАН України, доктор біологічних наук, професор, член-кореспондент НАН України, віце-президент Українського товариства фітопатологів.

## Біографія
Закінчивши з відзнакою кафедру біофізики Київського держуніверситету ім. Т. Г. Шевченка, працював в Інституті фізики АН УРСР, навчався в аспірантурі Інституту фізіології рослин АН УРСР. У 1974 р. захистив кандидатську дисертацію «Радіосенсибілізація клітин синьо-зелених водоростей», у якій було відкрито механізм стійкості синьо-зелених водоростей, пов'язаний з активацією зворотної транскриптази.
З 1975 по 1986 рр. працював вченим секретарем ВЗБ АН УРСР, інструктором, зав. сектору природничих та технічних наук ЦК Компартії України, заступником директора з наукової роботи ІФР НАН України.
У 1986 р. став завідувачем лабораторії в Інституті ботаніки ім. М. Г. Холодного АН УРСР, а з 1989 р. завідує лабораторією Інституту клітинної біології та генетичної інженерії НАН України.
У 1989 р. в Московському держуніверситеті ім. М. В. Ломоносова захистив докторську дисертацію. У 1994 р. йому присвоєно звання професора. У 2006 р. обраний членом-кореспондентом НАН України.
Також він був обраний Соросівським професором
Під його керівництвом захищено 7 кандидатських дисертацій.
До кола наукових інтересів входять питання системної індукованої стійкості рослин під впливом еліситорів.

## Науковий доробок
О. П. Дмитрієв автор 7 монографій и 235 наукових праць, 37 з яких опубліковані в провідних журналах світу. Створив та запатентував 5 винаходів в галузі біотехнології рослин.
Вперше в світі у 1987 році відкрив та ідентифікував фітоалексини лілейних, вивчив їх токсичність та встановив механізми дії. Дослідив роль фітоалексинів як маркерів індукованої стійкості у рослин[джерело?], а також розробив нову екологічно безпечну технологію індукування стійкості рослин до біотичного стресу (2002)[джерело?]. А у 1992 році провів роботи з вивчення механізмів сприйняття та трансдукції мікробних сигналів у рослин[джерело?]. Висунув та обґрунтував теоретичні концепції про роль первинних сигналів та вторинних месенджерів в індукції захисних реакцій та про координацію цих реакцій на різних рівнях структурної організації рослин (1998).
Роботи Олександра Петровича в галузі фітоімунології привели до створення нових екологічно безпечних технологій індукування хворобостійкості рослин, а також високоефективного антимікробного препарату з Allium cepa для лікування стафілококових інфекцій у 1989). Ним запропоновані експрес-методи тестування фітосанітарного стану посівів по змінах спектрів відбиття та флуоресценції листя (1994)[джерело?].
Він встановив, що в умовах радіонуклідного забруднення сформувалась нова популяція збудника стеблової іржі злаків, яка характеризується високою частотою виявлення більш вірулентних клонів (1995) [джерело?].
Роботи Олександра Дмитрієва відмічені грантами фонду CRDF, Міжнародного наукового фонду (Нью-Йорк), Фонду фундаментальних досліджень України.

## Нагороди
- За цикл робот «Сигнальні системи імунітету рослин» йому присуджена премія ім. М. Г. Холодного НАН України (2003).

## Сім'я
- Батько: Дмитрієв Петро Яковлевич — полковник, ветеран Фінської війни та Другої світової, учасник оборони Києва, Сталінградської битви та битви на Курській дузі, згодом був у складі радянського окупаційного корпусу в Румунії

- Син: Дмитрієв Кирило Олександрович — заступник голови Ради з інвестицій при голові Державної Думи РФ керував Icon Private Equity